# Boppard (Ortsbezirk)
Boppard ist der größte (von zehn) und der namensgebende Ortsbezirk der Stadt Boppard im Rhein-Hunsrück-Kreis in Rheinland-Pfalz. Er beinhaltet die Kernstadt am Rhein, den Ortsteil Buchenau und das restliche Gebiet der früheren Stadt Boppard vor der Bildung der verbandsfreien Gemeinde.

## Geographie
Boppard liegt im Mittelrheintal, dem engen Durchbruchstal des Rheins durch das Rheinische Schiefergebirge. Das linksrheinische Tal gehört zum Hunsrück, das rechtsrheinische Tal zum Taunus. Die charakteristisch enge Talform entstand erdgeschichtlich durch Tiefenerosion des Flusses in eine sich hebende Scholle.
Der Ortsbezirk besteht aus der am Rhein liegenden Kernstadt Boppard, dem nicht unmittelbar am Fluss gelegenen Ortsteil Buchenau im Südosten sowie den Wohnplätzen Bopparder Hamm, Eisenberg, Eisenbolz, Gedeonseck, Grapenhof, Im Kreuz, Industriegebiet Boppard-Hellerwald, Jakobsberg, Kreuzberg, Mühltal, Peternach, Pfaffenheck, Pfeiffersberg, Schild und Jagdhaus Thonetshöhe.

## Geschichte
Seit dem 31. Dezember 1975 besteht Boppard aus zehn Ortsbezirken, darunter der Ortsbezirk Boppard.

## Politik

### Ortsbeirat
Boppard ist als Ortsbezirk ausgewiesen und wird von einem Ortsbeirat und einem Ortsvorsteher politisch vertreten.
Der Ortsbeirat für die Kernstadt inklusive des Ortsteils Buchenau besteht aus 15 ehrenamtlichen Ortsbeiratsmitgliedern, die zuletzt bei der Kommunalwahl am 9. Juni 2024 in einer personalisierten Verhältniswahl gewählt wurden, und dem ebenfalls ehrenamtlichen Ortsvorsteher als Vorsitzendem. 
Die Sitzverteilung im gewählten Ortsbeirat:
| Wahl | SPD | CDU | Grüne | FDP | BfB * | FWG ** | Gesamt   |
| ---- | --- | --- | ----- | --- | ----- | ------ | -------- |
| 2024 | 3   | 5   | 2     | 0   | 5     | –      | 15 Sitze |
| 2019 | 5   | 4   | 2     | 0   | 3     | 1      | 15 Sitze |
| 2014 | 6   | 4   | 1     | 0   | 3     | 1      | 15 Sitze |

### Ortsvorsteher
Alexa Bach (CDU) wurde am 9. September 2024 Ortsvorsteherin von Boppard. Bei der Stichwahl am 23. Juni 2024 hatte sie sich mit einem Stimmenanteil von 68,7 % durchgesetzt, nachdem bei der Direktwahl am 9. Juni 2024 keiner der ursprünglich drei Bewerber eine ausreichende Mehrheit erreichen konnte.
Bachs Vorgänger Niko Neuser (SPD) hatte das Amt 2019 von Martin Strömann (SPD) übernommen, nachdem er sich bei der Stichwahl am 16. Juni mit 52,7 % durchgesetzt hatte, und kandidierte bei der Wahl 2024 nicht erneut als Ortsvorsteher.

## Verkehr
Durch Boppard (Kernstadt) verläuft die Bundesstraße 9. Der Stadtteil verfügt über einen Bahnhof an der linken Rheinstrecke Mainz – Bingen – Koblenz. Am Rhein befinden sich die Anlegestellen verschiedener Rheinschifffahrtslinien, und es besteht eine Fährverbindung mit der anderen Rheinseite.